# Reederei Bruno Winkler
Die Reederei Bruno Winkler ist ein Unternehmen in Berlin. Seit 1997 hat sie ihren Sitz in der Mierendorffstraße in Charlottenburg. Die Reederei ist laut Dieter Schubert „das älteste Familienunternehmen der Berliner Personenschifffahrt“.

## Geschichte

### Rüdersdorf
Mitglieder der Familie Winkler waren schon lange vor der Gründung der Reederei Winkler im Schiffs- und Bootsbau tätig: Seit 1890 gab es eine Werft am Kalksee in Rüdersdorf bei Berlin, ab 1922 existierte kurzfristig außerdem die Yacht- und Bootswerft „Cyane“, die der Bootsbauer Ernst Winkler zusammen mit dem Kaufmann Bruno Kornblum in Schmöckwitz gegründet hatte.
Länger als die Werft „Cyane“ existierte aber der Betrieb in Rüdersdorf: Otto und Eduard Winkler waren die Söhne des Werftbesitzers Franz Winkler und selbst gelernte Schiffsbaumeister. Sie begannen laut der Darstellung auf der Firmenhomepage der Reederei Bruno Winkler im Jahr 1928 in der Werft ihres Vaters in Rüdersdorf mit dem Bau ihres ersten eigenen Fahrgastschiffes, was den Beginn der Reederei Winkler markiert habe.
Anderen Quellen zufolge wurde die Reederei Winkler aber bereits im August 1926 von Franz, Otto und Eduard Winkler in Rüdersdorf gegründet oder nahm ihren Fahrgastschiffsbetrieb gar schon an Pfingsten 1926 auf. Sie nutzte zunächst die Anlegestelle in der Nähe der Wallstraße beim Spittelmarkt.
Auch das erste Fahrgastschiff für die Eigennutzung wurde schon 1925/26 gebaut. Diese erste Deutschland ähnelte stark der Pik As der Reederei Schmidt, die ebenfalls auf der Werft der Gebrüder Winkler gebaut worden war. Sie blieb nur kurz im Besitz der Gebrüder Winkler. Bereits 1929 wurde sie verkauft und umgetauft. Unter dem Namen Bremen fuhr sie fortan für F. Müller & Söhne. Die Müllersche Reederei hatte bereits 1928 das bei den Gebrüdern Winkler gebaute Fahrgastschiff Imperator gekauft und legte sich mit der ehemaligen Deutschland nun den zweiten großen Glattdecker zu. Schon 1935 war die Bremen, mit der damals immerhin 200 Personen befördert werden durften, nur noch das drittgrößte Schiff der Müllerschen Flotte. 1936 wurde sie umgebaut. Sie erhielt einen Kiel und wurde auf 34,10 Meter verlängert. Entsprechend mehr Fahrgäste konnten nun mit dem Schiff befördert werden. 1946 wurde die Bremen ex Deutschland als Reparationsleistung von der Sowjetunion beansprucht und abtransportiert.
Wie die erste Deutschland, so blieb auch die 1927 oder 1930 für den eigenen Gebrauch gebaute Edelweiß nicht lange im Besitz der Gebrüder Winkler. Sie verkauften sie weiter an die Reederei Paul David, bei der das Schiff unter dem Namen Kurmark fuhr. Später kam das Schiff als Sachsen auf den Kriebsteinstausee, dann sollte es in Erkner unter dem Namen Löcknitz in Fahrt kommen, was nicht realisiert wurde, schließlich wurde es als Löcknitztal in die Niederlande verkauft, entkernt und als Kasko zum Verkauf angeboten.
Eine neue Edelweiß legten sich die Gebrüder Winkler nach dem Verkauf nicht zu, aber ihre so schnell weiterverkaufte erste Deutschland ersetzten sie 1930 durch ein gleichnamiges, ebenfalls auf der eigenen Werft gebautes Schiff. Mit der 1926 gebauten Germania und der Europa aus dem Jahr 1929 besaßen sie zwei weitere große, moderne Fahrgastschiffe.
Während des Zweiten Weltkrieges wurde die zweite Deutschland für die Transportflotte der Wehrmacht beschlagnahmt. Sie gelangte bis zum Dnepr und kehrte nie zurück. 
Eine weitere Kriegsfolge war die zeitweilige Einstellung des Werftbetriebs; die Gebrüder Winkler mussten sämtliche Materialien abgeben. Die Germania, die in der Nachkriegszeit auf den Namen Einigkeit umgetauft wurde, und die Europa überstanden aber immerhin den Krieg.
Otto Winkler hatte noch kurz vor Beginn des Krieges ein Schiff auf Kiel gelegt, das eigentlich als Schlepper dienen sollte. Stattdessen wurde daraus nun ein Fahrgastschiff, welches das beschlagnahmte Ausflugsschiff ersetzen sollte. Auch diesem Schiff gaben die Gebrüder Winkler wieder den Namen Deutschland. Wegen Treibstoffmangels konnte diese Deutschland nicht, wie eigentlich geplant, mit einem Dieselmotor ausgestattet werden, sondern musste zunächst mit einer gebrauchten Maschine als Dampfschiff in Betrieb genommen werden. Laut Rammelt wurde dieses Schiff erst 1950 fertiggestellt.
In der Zeit vor dem Zweiten Weltkrieg waren Ausflugsfahrten auf den Berliner Gewässern angeboten worden, vorzugsweise zu den Gartenrestaurants am Müggelsee. In der Nachkriegszeit wurden zunächst Hamster-, bald aber auch wieder Vergnügungsfahrten durchgeführt. 

### West-Berlin

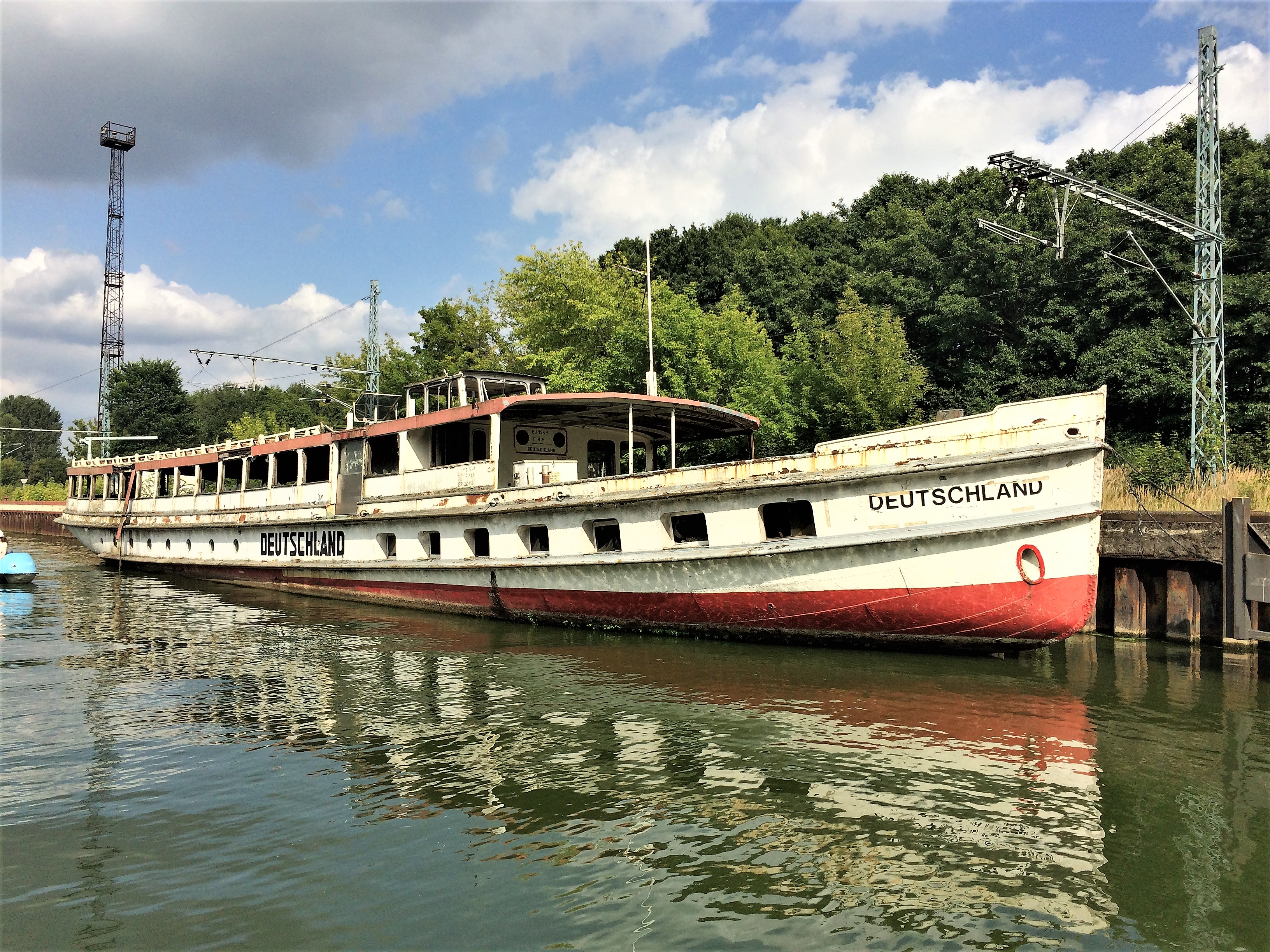
Die Deutschland im Jahr 2018

1953 drohte die Enteignung durch die DDR-Behörden. Otto und Eduard Winkler flohen daher zusammen mit ihren Ehefrauen und Söhnen auf der Deutschland in den Westteil Berlins: Sie hatten in Erfahrung gebracht, dass das Boot der Volkspolizei in Niederneuendorf am 14. März 1953 zu einer routinemäßigen Überholung auf der Werft war, die Polizei sie mithin nicht verfolgen konnte, wenn sie vom Oder-Havel-Kanal aus nicht in den Havelkanal Richtung Plaue, wo sie zum Schein einen Werfttermin vereinbart hatten, einbiegen, sondern Richtung West-Berlin weiterfahren würden. Außerdem hatten sie den Steuerstand der Deutschland mit Eisenplatten versehen, die sie vor den Geschossen der Polizei schützen sollten. In West-Berlin angekommen, erhielten sie vom Reeder Kieck einen Liegeplatz bei der Lessingbrücke in Moabit. Allerdings kam es dann zu erheblichen Auseinandersetzungen unter den eingesessenen Betrieben, weil man die Konkurrenz durch das große Schiff der Familie Winkler fürchtete. Daher wurden schließlich neue Schifffahrtslinien von Moabit nach Tegel und nach Nikolskoe eingerichtet. Ab Pfingstsonntag 1953 fuhr das Schiff der Reederei Winkler also in West-Berlin.
Neben dem Werftgelände und dem Wohnhaus in Rüdersdorf musste die Familie Winkler auch ihre beiden anderen Schiffe in der DDR zurücklassen. Die ehemalige Germania wurde ein weiteres Mal umgetauft. Sie erhielt den Namen Friedrich Engels, unter dem sie bis zu ihrer Ausmusterung 1978 fuhr. Auch die Europa wurde umgetauft. Sie war bis 1970 als Karl Marx in Betrieb und wurde dann in Bernburg an der Saale als Gaststätte abgestellt. Als Gaststättenschiff soll sie den Namen MS Bernburg getragen haben. Sie wurde um 1983 verschrottet.
In den ersten Jahren nach der Flucht wohnte die Familie Winkler auf der Deutschland, die zugleich den Neuanfang im Westen garantierte. Die Deutschland wurde später zum Motorschiff umgebaut und blieb bis 1988 im Betrieb. Sie wurde dann an die Reederei Bethke weiterverkauft und lag schließlich lange als Wrack in Königs Wusterhausen.
Auf der Deutschland war im Jahr 1953 Bruno Winkler, der 1928 geborene Sohn Otto Winklers und seiner Ehefrau Martha, getraut worden. Aus der Ehe von Lieselotte und Otto Winkler ging die Tochter Antje hervor, die seit 2012 Inhaberin der Reederei Bruno Winkler ist und den Betrieb zusammen mit ihrem Sohn Alexander leitet. Bruno Winkler war bis zum Alter von 90 Jahren noch beratend in der Reederei tätig und zog sich dann in den Ruhestand zurück. 
Die Reederei Winkler konnte nach dem Verlust der Werft natürlich keine weiteren Schiffe aus eigener Produktion mehr in Betrieb nehmen, sondern musste Fahrzeuge anderer Hersteller kaufen, um ihre Flotte wieder aufzubauen: 
1960 wurde mit der Poseidon ein relativ altes Schiff angeschafft, das nach einem Unfall 1969 aus dem Betrieb genommen und verschrottet wurde. 
Die beiden Schiffsneubauten Vaterland und Hanseatic stammten von der Schiffswerft Schmidt am Rhein. Sie wurden 1965 bzw. 1971 gebaut; die Hanseatic 1981 verlängert. Die Hanseatic kam später zur Personenschifffahrt Gebr. Kolb in Briedern und fuhr dort unter dem Namen Nikolaus Cusanus, die Vaterland wurde in Frankreich zur Lorraine und in den Niederlanden zur Princess.
1977 kaufte man das Schiff Präsident von der Reederei Schmolke, 1987 ließ man auf der Lux-Werft eine neue Europa bauen. Diese zweite Europa wurde nach zehn Jahren auf die Mosel verkauft, wo sie weiterhin unter ihrem ursprünglichen Namen fuhr. Nur kurz im Besitz der Reederei war die Gisela. Dieses mehrmals umgebaute und ziemlich betagte Schiff hatte zuvor Herbert Foge gehört. Es war aber in so schlechtem Zustand, dass es von der Reederei Bruno Winkler in der Saison 1986 gar nicht eingesetzt und alsbald weiterverkauft wurde.
Die Reederei Winkler befuhr nach dem Wechsel nach West-Berlin die Strecken Richtung Wannsee, Pfaueninsel und Glienicker Brücke.

### Nach der Wende
Nach der Wende wurden auch wieder Ziele wie Potsdam, Werder und Brandenburg an der Havel angefahren. Bald stießen aber auch verstärkt Schiffsrundfahrten innerhalb Berlins auf das Interesse der Touristen. Ab 1993 bot die Reederei daher mit der leicht umgebauten Vaterland City-Touren im Bereich zwischen Charlottenburg und der Oberbaumbrücke an. 1994 wurde das Schiff Spreekrone in Dienst gestellt. 1997 kam die Charlottenburg hinzu, die vor allem auf dem Landwehrkanal und anderen brückenreichen Strecken zum Einsatz kam. 2005 ließ man die Fortuna! und 2007 die Bellevue bauen. Beide Schiffe stammten von der Lux-Werft in Mondorf. Im Gegenzug wurden bis 2008 die Winklerschen Fahrgastschiffe der zweiten Generation weiterverkauft.
Zur Flotte gehörten im Frühjahr 2022 noch die Spreekrone, die Bellevue und die Fortuna!.

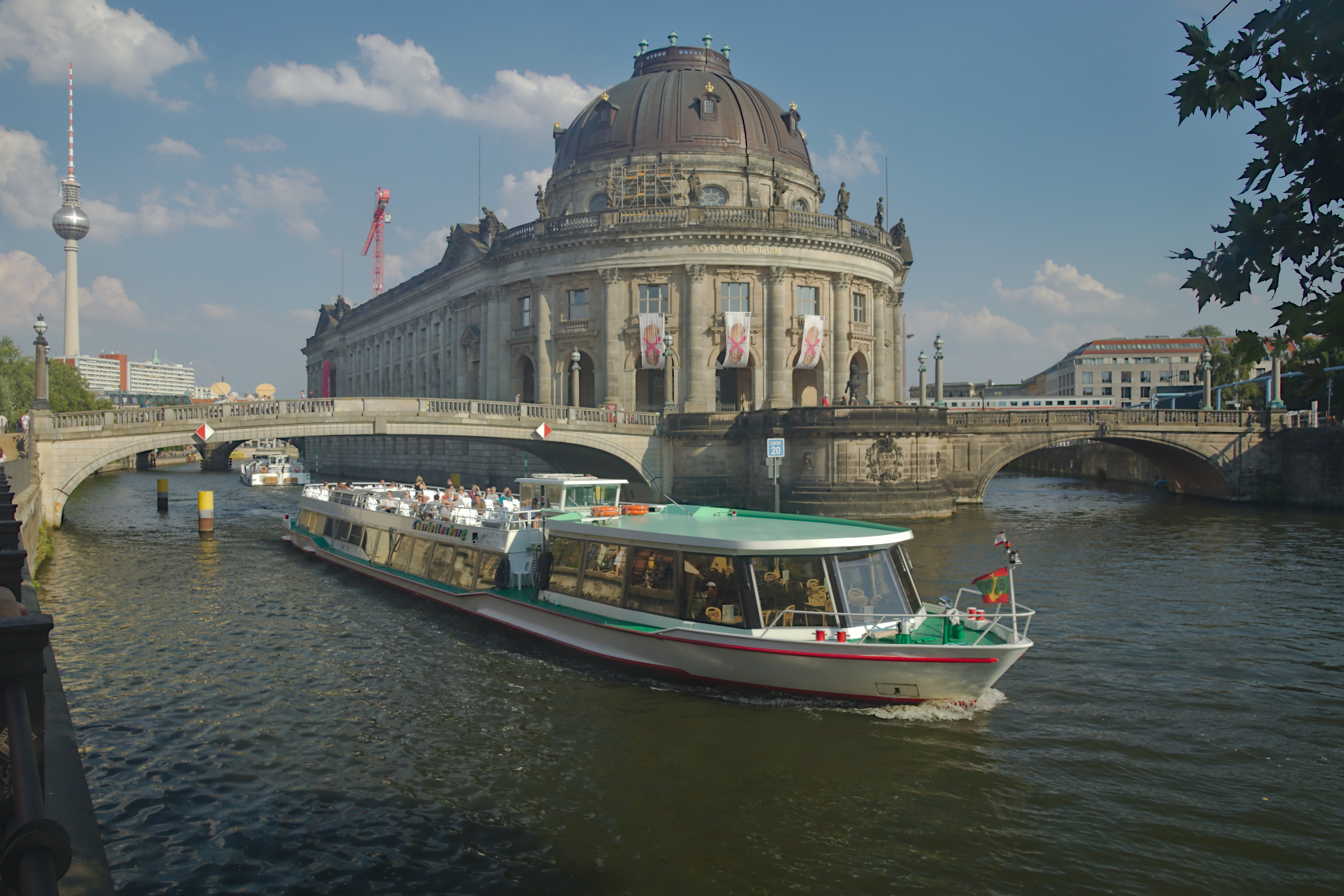
Die Charlottenburg im Jahr 2018
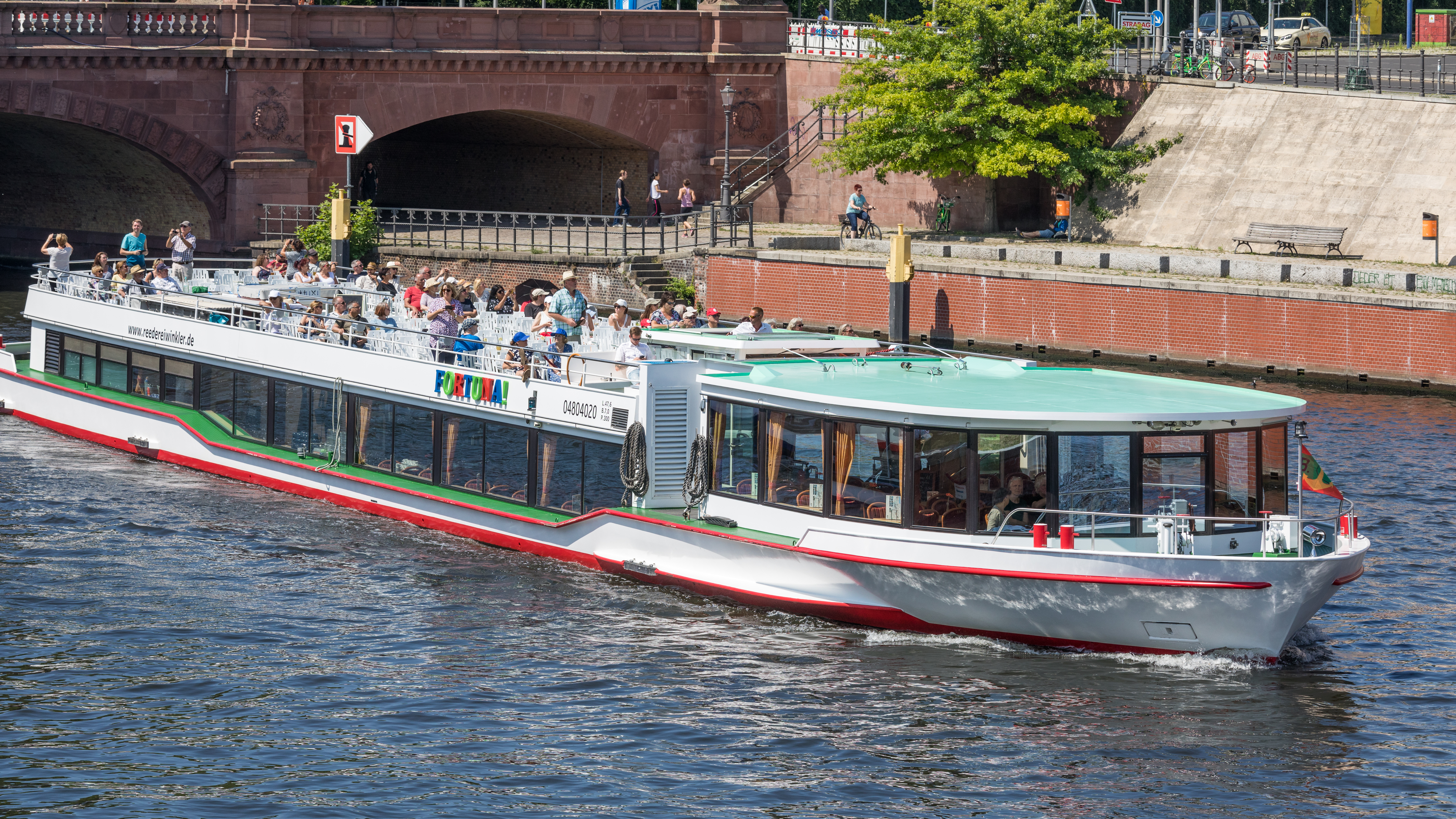
Die Fortuna! im Jahr 2019
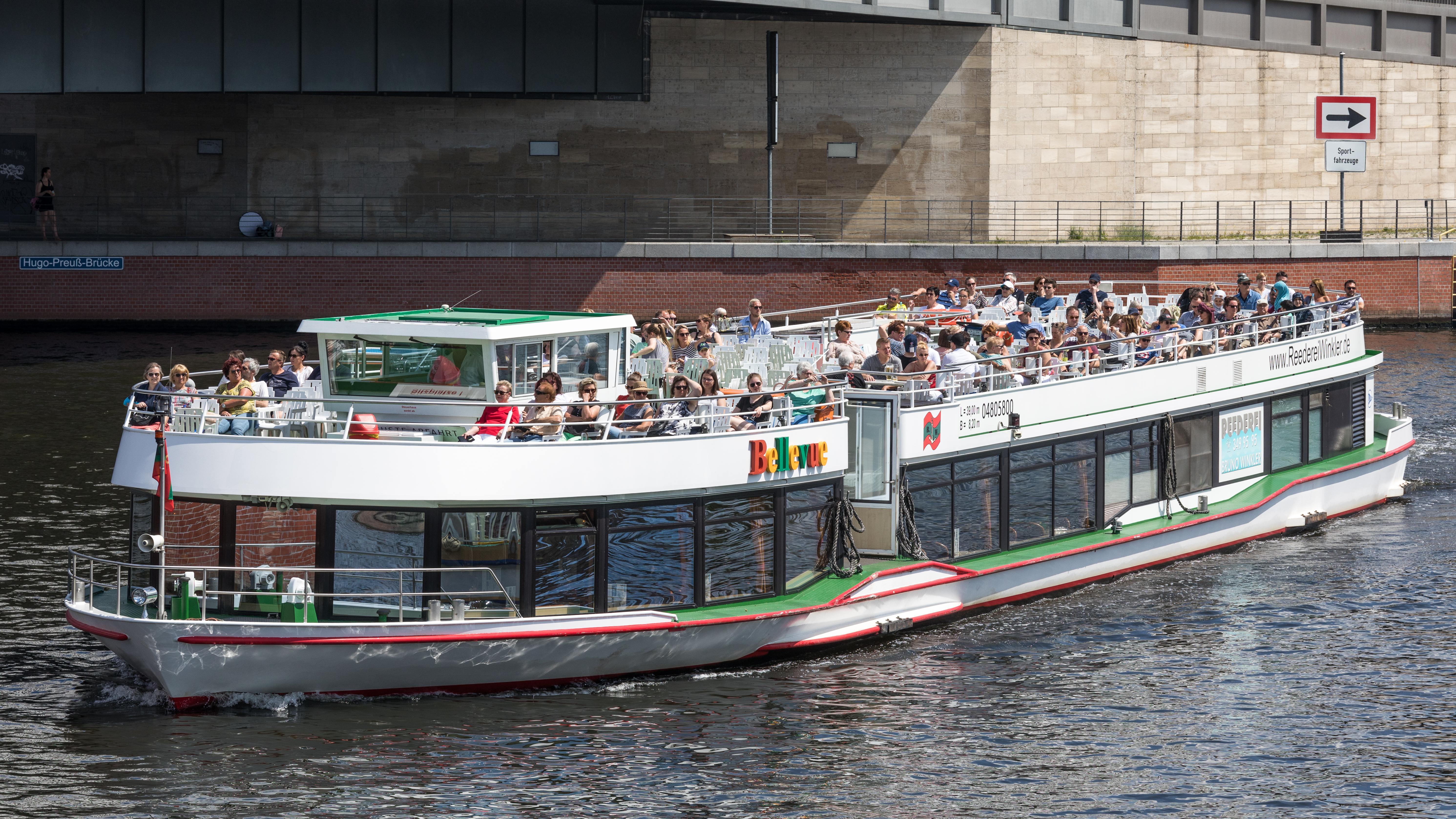
Die Bellevue im Jahr 2019
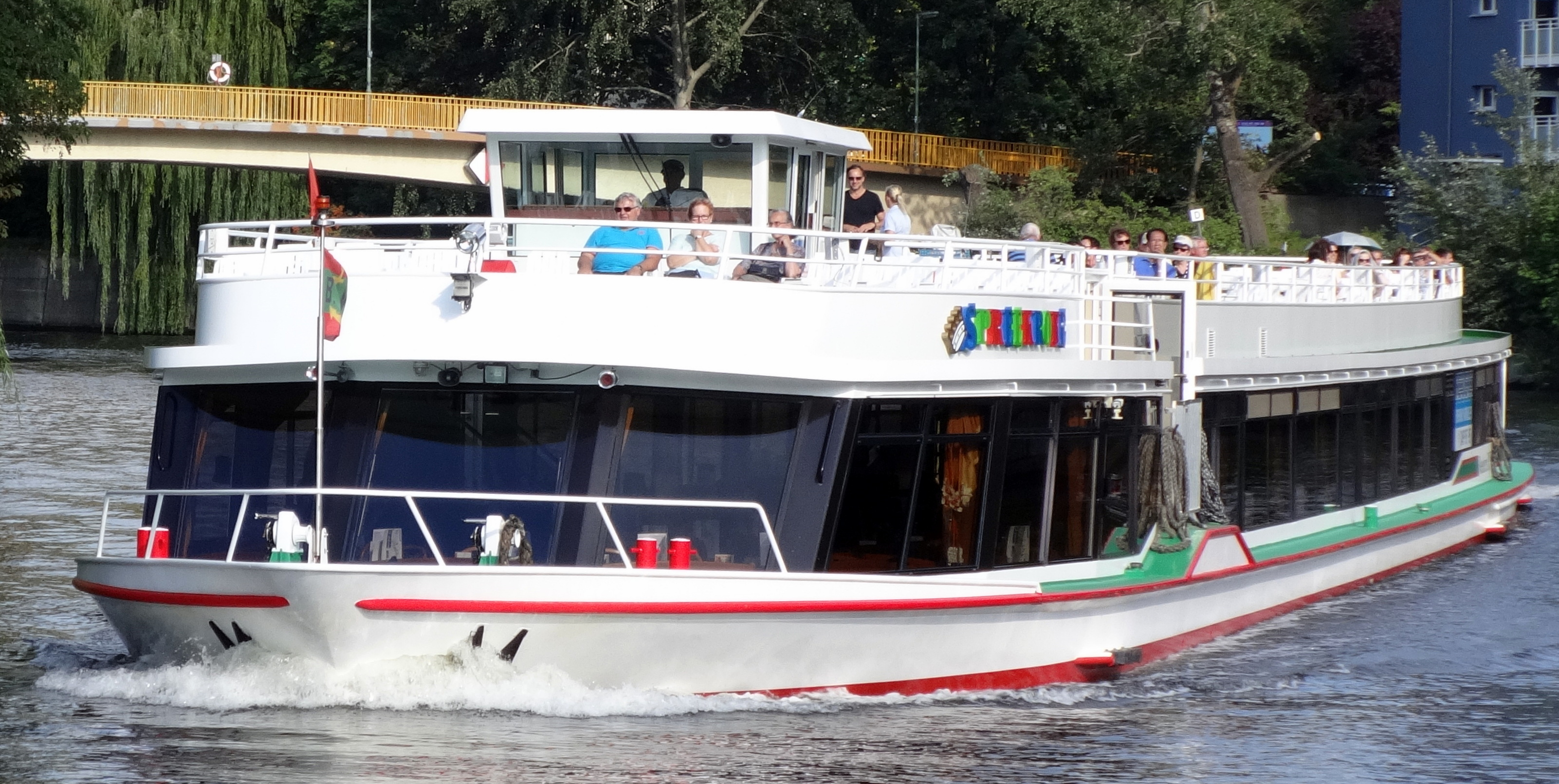
Die Spreekrone im Jahr 2015